# Patriotas Boyacá
Maillots
Le Patriotas Boyacá est un club colombien de football basé à Tunja.

## Histoire
Le club est promu en première division lors de l'année 2011.

## Personnalités du club

### Historique des entraîneurs
| Rang | Nom                  | Période   |
| ---- | -------------------- | --------- |
| 1    | Álvaro Gómez         | 2003-2004 |
| 2    | Juan Carlos Grueso   | 2004-2009 |
| 3    | Mario Vanemerak      | 2009-2009 |
| 4    | Eduardo Retat        | 2009-2009 |
| 5    | Orlando Restrepo     | 2010-2010 |
| 6    | Carlos Hoyos         | 2010-2010 |
| 7    | Miguel Prince        | 2011-2012 |
| 8    | Arturo Reyes         | 2012-2013 |
| 9    | Julio Comesaña       | 2013-2014 |
| 10   | Harold Rivera        | 2014-2017 |
| 11   | Diego Corredor       | 2017-2019 |
| 12   | Nelson Gómez         | 2019-2020 |
| 13   | Abel Segovia         | 2020-2021 |
| 14   | Jorge Luis Bernal    | 2020-2021 |
| 15   | Juan David Niño      | 2021-2022 |
| 16   | Arturo Boyacá Gamboa | 2022-2022 |
| 17   | José Hernández       | 2023-2023 |
| 18   | Juan David Niño      | 2023-2023 |
| 19   | Jonathan Risueño     | 2023-2023 |
| 20   | Harold Rivera        | 2023-     |